# Edward Janssens
Edward Janssens (Londerzeel, 18 de gener de 1946) va ser un ciclista belga, que fou professional entre 1969 i 1978. No va obtenir cap victòria de renom, però finalitzà dues vegades entre els 10 primers al Tour de França.

## Palmarès
- 1968
  - Vencedor d'una etapa de la Volta a Àustria
- 1970
  - 1r a Ohain
- 1971
  - 1r al Gran Premi Briek Schotte
- 1973
  - Vencedor d'una etapa de la Volta a Bèlgica
- 1975
  - 1r a la Leeuwse Pijl
  - 1r a la Strombeek-Bever

## Resultats al Tour de França
- 1969. 40è de la classificació general
- 1971. 75è de la classificació general
- 1972. 10è de la classificació general
- 1974. 22è de la classificació general
- 1975. 9è de la classificació general
- 1977. 17è de la classificació general
- 1978. 16è de la classificació general

### Resultats al Giro d'Itàlia
- 1973. 32è de la classificació general
- 1974. 34è de la classificació general
- 1976. 27è de la classificació general

### Resultats a la Volta a Espanya
- 1970. 44è de la classificació general
- 1971. 58è de la classificació general
- 1973. 25è de la classificació general